# Comté de Jämtland
Le comté de Jämtland (Jämtlands län en suédois) est un comté suédois situé dans le nord du pays. Avec les comtés de Norrbotten, de Västerbotten, de Västernorrland, il constitue la grande région du Norrland. Le chef-lieu de land ou préfecture est Östersund.
Il est voisin des comtés de Dalarna, Gävleborg, Västernorrland et Västerbotten. Il dispose également d’une frontière commune avec le comté norvégien de Nord-Trøndelag.

## Provinces historiques
Le comté de Jämtland correspond aux anciennes provinces historiques de Jämtland et Härjedalen.
Pour l’histoire, la géographie et la culture, voir Jämtland et Härjedalen.

## Administration
Les principales missions du Conseil d’administration du comté (Länsstyrelse), dirigé par le préfet du comté, sont de satisfaire aux grandes orientations fournies par le Riksdag et le gouvernement, de promouvoir le développement du comté et de fixer des objectifs régionaux.

## Communes
Le comté de Jämtland est subdivisé en 8 communes (Kommuner) au niveau local :
- Åre
- Berg
- Bräcke
- Härjedalen
- Krokom
- Östersund
- Ragunda
- Strömsund

## Villes et localités principales
- Östersund : 43 130 habitants
- Brunflo : 3 395 habitants
- Strömsund : 3 707 habitants
- Sveg : 2 724 habitants
- Krokom : 2 075 habitants
- Bräcke : 1 697 habitants
- Järpen : 1 449 habitants
- Hammarstrand : 1 147 habitants
- Hammerdal : 1 127 habitants
- Ås (Krokom) : 1 104 habitants

## Héraldique
Le blason du comté de Jämtland est une combinaison des blasons des provinces historiques de Jämtland et Härjedalen. Lorsqu’il est représenté avec une couronne royale, il symbolise le Conseil d’Administration du comté.